# Last Ranker: Be the Last One
Last Ranker: Be the Last One è una serie manga scritta e disegnata da Satoshi Ueda e pubblicata su Monthly Shōnen Rival della Kōdansha tra settembre 2010 e ottobre 2011. Conta in totale 14 capitoli racchiusi in tre tankobon. È basato sul videogioco Last Ranker uscito in Giappone nel 2010.

## Trama
Bazalta è un'associazione di combattimento dove i membri, o Ranker, sono classificati in base alla loro forza; più alto è il grado più si ottengono ricchezza, fama e potere, ottenendo quasi la capacità di cambiare il mondo. Zig, appartenente alla tribù errante dei Cantalera dove è vietato combattere, desidera diventare più forte e dopo la morte del padre a causa di alcuni mostri decide di allenarsi violando le leggi della sua tribù. Nonostante il suo addestramento non riesce a salvare gli abitanti del suo villaggio dall'assalto dei mostri e decide così di partire per un viaggio per raggiungere la vetta. 